# Misery (Lied)
Misery (englisch für: Elend) ist ein Lied der britischen Band The Beatles, das 1963 als zweites Lied auf ihrem ersten Album Please Please Me veröffentlicht wurde. Komponiert wurde es von John Lennon und Paul McCartney und unter der Autorenangabe Lennon/McCartney veröffentlicht.

## Hintergrund
John Lennon und Paul McCartney komponierten das Lied am 26. Januar 1963 während einer Tournee mit Helen Shapiro in der King’s Hall in Stoke-on-Trent. Lennon und McCartney begannen mit ihrer Komposition vor ihrem Konzert im Backstagebereich und beendeten diese im Elternhaus von McCartney in der 20 Forthlin Road, Liverpool.
Die beiden Komponisten boten das Lied Helen Shapiro an, doch ihr Manager Norrie Paramor lehnte Misery aufgrund des Textes ab. Kenny Lynch, der ebenfalls mit auf dieser Tournee war, nahm das Angebot an, sang das Lied noch während der Tournee und veröffentlichte eine eigene Version auf Single von Misery, damit war Lynch der erste Künstler, der eine Coverversion eines Lennon/McCartney-Liedes aufnahm.

## Aufnahme
Zehn der vierzehn Lieder des ersten Beatles-Albums Please Please Me nahm die Band am 11. Februar 1963 in den Londoner Abbey Road Studios auf – darunter Misery. Produzent war George Martin, assistiert vom Toningenieur Norman Smith. Die Band nahm insgesamt elf Takes zwischen 17 und 18 Uhr auf. Am 20. Februar 1963 – in Abwesenheit der Beatles – spielte George Martin das Klavier für Misery ein. Den 25. Februar 1963 verbrachte George Martin damit, ebenfalls ohne die Beatles, die Aufnahmen in Mono und Stereo abzumischen. Die Stereoversion von Misery ist etwas kürzer als die Monoversion.
Besetzung
- John Lennon: Rhythmusgitarre, Gesang
- Paul McCartney: Bass, Gesang
- George Harrison: Leadgitarre
- Ringo Starr: Schlagzeug
- George Martin: Klavier

## Veröffentlichungen
- Am 22. März 1963 erschien Misery auf dem ersten Beatles-Album Please Please Me. In Deutschland wurde das Album unter dem Titel Die Beatles (Die zentrale Tanzschaffe der weltberühmten Vier aus Liverpool) am 6. Februar 1964 veröffentlicht.
- Am 1. November 1963 erschien Misery auf der EP The Beatles (No. 1) in Großbritannien und erreichte Platz 24 der Charts.
- Am 28. Januar 1964 erschien in Deutschland die Single Misery / Ask Me Why, die Platz 37 in den deutschen Charts erreichte.
- In den USA wurde Misery erstmals auf dem dortigen Debütalbum Introducing… The Beatles am 10. Januar 1964 veröffentlicht.
- Für BBC Radio nahmen die Beatles unter Livebedingungen sieben weitere Fassungen von Misery auf, von denen die Aufnahme vom 6. März 1963, im BBC Playhouse Theatre, London, auf dem Album On Air – Live at the BBC Volume 2 am 8. November 2013 erschien.[3]
- Am 17. Dezember 2013 erschien das Album The Beatles Bootleg Recordings 1963 auf dem sich zwei Studioversionen (Take 1 und 7) des Liedes Misery befinden.

## Coverversionen
Seit der Veröffentlichung 1963 erschienen, neben der erwähnten Version von Kenny Lynch, folgende Coverversionen von Misery:
- Flamin' Groovies – Shake Some Action [4]
- Eva Braun – Unplugged [5]